# فكتور سوفوروف
فكتور سوفوروف (بالروسية: Виктор Суворов)‏ (20 أبريل 1947، باراباش في روسيا)؛ مؤرخ عسكري، كاتب، مؤرخ وروائي بريطاني-سوفيتي.

## روابط خارجية
- فكتور سوفوروف على موقع IMDb (الإنجليزية)